# Fed Cup 2019 Gruppo Mondiale II
Il Gruppo Mondiale II 2019 è il secondo livello di competizione della Fed Cup 2019, impropriamente detto serie B. I vincitori dei 4 confronti avanzano agli spareggi per il Gruppo Mondiale, mentre gli sconfitti si giocano la permanenza nella categoria attraverso gli spareggi per il Gruppo Mondiale II.

## Incontri

### Svizzera vs. Italia
| Svizzera 3 | Swiss Tennis Arena, Bienne, Svizzera 9–10 febbraio 2019 Cemento (indoor) | Swiss Tennis Arena, Bienne, Svizzera 9–10 febbraio 2019 Cemento (indoor) | Italia 1 |     |      |             |
| \| \| \| \| 1 \| 2 \| 3 \| \| \| - \| \| ----------------------------------------------------------------- \| ---- \| --- \| ---- \| ----------- \| \| 1 \| \| Belinda Bencic Sara Errani \| 6 2 \| 7 5 \| \| \| \| 2 \| \| Viktorija Golubic Camila Giorgi \| 6 4 \| 2 6 \| 6 4 \| \| \| 3 \| \| Belinda Bencic Camila Giorgi \| 6 2 \| 6 4 \| \| \| \| 4 \| \| Viktorija Golubic Sara Errani \| \| \| \| non giocato \| \| 5 \| \| Timea Bacsinszky / Stefanie Vögele Sara Errani / Martina Trevisan \| 65 7 \| 6 3 \| 5 10 \| \| |                                                                          |                                                                          |          |     |      |             |
| |                                                                          |                                                                          | 1        | 2   | 3    |             |
| 1 | Svizzera (bandiera) · Italia (bandiera)                                  | Belinda Bencic Sara Errani                                               | 6 2      | 7 5 |      |             |
| 2 | Svizzera (bandiera) · Italia (bandiera)                                  | Viktorija Golubic Camila Giorgi                                          | 6 4      | 2 6 | 6 4  |             |
| 3 | Svizzera (bandiera) · Italia (bandiera)                                  | Belinda Bencic Camila Giorgi                                             | 6 2      | 6 4 |      |             |
| 4 | Svizzera (bandiera) · Italia (bandiera)                                  | Viktorija Golubic Sara Errani                                            |          |     |      | non giocato |
| 5 | Svizzera (bandiera) · Italia (bandiera)                                  | Timea Bacsinszky / Stefanie Vögele Sara Errani / Martina Trevisan        | 65 7     | 6 3 | 5 10 |             |

### Lettonia vs. Slovacchia
| Lettonia 4 | Arena Riga, Riga, Svizzera 9–10 febbraio 2019 Cemento (indoor) | Arena Riga, Riga, Svizzera 9–10 febbraio 2019 Cemento (indoor)                      | Slovacchia 0 |      |     |             |
| \| \| \| \| 1 \| 2 \| 3 \| \| \| - \| \| ----------------------------------------------------------------------------------- \| --- \| ---- \| --- \| ----------- \| \| 1 \| \| Jeļena Ostapenko Rebecca Šramková \| 7 5 \| 65 7 \| 6 1 \| \| \| 2 \| \| Anastasija Sevastova Anna Karolína Schmiedlová \| 6 4 \| 6 0 \| \| \| \| 3 \| \| Anastasija Sevastova Rebecca Šramková \| 6 3 \| 6 2 \| \| \| \| 4 \| \| Jeļena Ostapenko Anna Karolína Schmiedlová \| \| \| \| non giocato \| \| 5 \| \| Diāna Marcinkēviča / Jeļena Ostapenko Tereza Mihalíková / Anna Karolína Schmiedlová \| 6 2 \| 6 3 \| \| \| |                                                                |                                                                                     |              |      |     |             |
| |                                                                |                                                                                     | 1            | 2    | 3   |             |
| 1 | Lettonia (bandiera) · Slovacchia (bandiera)                    | Jeļena Ostapenko Rebecca Šramková                                                   | 7 5          | 65 7 | 6 1 |             |
| 2 | Lettonia (bandiera) · Slovacchia (bandiera)                    | Anastasija Sevastova Anna Karolína Schmiedlová                                      | 6 4          | 6 0  |     |             |
| 3 | Lettonia (bandiera) · Slovacchia (bandiera)                    | Anastasija Sevastova Rebecca Šramková                                               | 6 3          | 6 2  |     |             |
| 4 | Lettonia (bandiera) · Slovacchia (bandiera)                    | Jeļena Ostapenko Anna Karolína Schmiedlová                                          |              |      |     | non giocato |
| 5 | Lettonia (bandiera) · Slovacchia (bandiera)                    | Diāna Marcinkēviča / Jeļena Ostapenko Tereza Mihalíková / Anna Karolína Schmiedlová | 6 2          | 6 3  |     |             |

### Giappone vs. Spagna
| Giappone 2 | Kitakyūshū Sogo Gymnastic Hall, Kitakyūshū, Giappone 9–10 febbraio 2019 Cemento (indoor) | Kitakyūshū Sogo Gymnastic Hall, Kitakyūshū, Giappone 9–10 febbraio 2019 Cemento (indoor) | Spagna 3 |     |      |  |
| \| \| \| \| 1 \| 2 \| 3 \| \| \| - \| \| ------------------------------------------------------------------------------- \| ---- \| --- \| ---- \| \| \| 1 \| \| Nao Hibino Sara Sorribes Tormo \| 6 4 \| 6 2 \| \| \| \| 2 \| \| Misaki Doi Georgina García Pérez \| 2 6 \| 6 4 \| 62 7 \| \| \| 3 \| \| Kurumi Nara Sara Sorribes Tormo \| 7 63 \| 6 4 \| \| \| \| 4 \| \| Nao Hibino Georgina García Pérez \| 3 6 \| 6 1 \| 1 6 \| \| \| 5 \| \| Miyu Kato / Makoto Ninomiya Georgina García Pérez / María José Martínez Sánchez \| 1 6 \| 3 6 \| \| \| |                                                                                          |                                                                                          |          |     |      |  |
| |                                                                                          |                                                                                          | 1        | 2   | 3    |  |
| 1 | Giappone (bandiera) · Spagna (bandiera)                                                  | Nao Hibino Sara Sorribes Tormo                                                           | 6 4      | 6 2 |      |  |
| 2 | Giappone (bandiera) · Spagna (bandiera)                                                  | Misaki Doi Georgina García Pérez                                                         | 2 6      | 6 4 | 62 7 |  |
| 3 | Giappone (bandiera) · Spagna (bandiera)                                                  | Kurumi Nara Sara Sorribes Tormo                                                          | 7 63     | 6 4 |      |  |
| 4 | Giappone (bandiera) · Spagna (bandiera)                                                  | Nao Hibino Georgina García Pérez                                                         | 3 6      | 6 1 | 1 6  |  |
| 5 | Giappone (bandiera) · Spagna (bandiera)                                                  | Miyu Kato / Makoto Ninomiya Georgina García Pérez / María José Martínez Sánchez          | 1 6      | 3 6 |      |  |

### Paesi Bassi vs. Canada
| Paesi Bassi 0 | Maaspoort Sports and Events, 's-Hertogenbosch, Paesi Bassi 9–10 febbraio 2019 Terra rossa (indoor) | Maaspoort Sports and Events, 's-Hertogenbosch, Paesi Bassi 9–10 febbraio 2019 Terra rossa (indoor) | Canada 4 |     |       |             |
| \| \| \| \| 1 \| 2 \| 3 \| \| \| - \| \| -------------------------------------------------------------------- \| ---- \| --- \| ----- \| ----------- \| \| 1 \| \| Richèl Hogenkamp Bianca Andreescu \| 4 6 \| 1 6 \| \| \| \| 2 \| \| Arantxa Rus Françoise Abanda \| 68 7 \| 6 4 \| 4 6 \| \| \| 3 \| \| Arantxa Rus Bianca Andreescu \| 4 6 \| 2 6 \| \| \| \| 4 \| \| Richèl Hogenkamp Françoise Abanda \| \| \| \| non giocato \| \| 5 \| \| Bibiane Schoofs / Demi Schuurs Bianca Andreescu / Gabriela Dabrowski \| 6 2 \| 5 7 \| 10 12 \| \| | | |          |     |       |             |
| | | | 1        | 2   | 3     |             |
| 1 | Paesi Bassi (bandiera) · Canada (bandiera)                                                         | Richèl Hogenkamp Bianca Andreescu                                                                  | 4 6      | 1 6 |       |             |
| 2 | Paesi Bassi (bandiera) · Canada (bandiera)                                                         | Arantxa Rus Françoise Abanda                                                                       | 68 7     | 6 4 | 4 6   |             |
| 3 | Paesi Bassi (bandiera) · Canada (bandiera)                                                         | Arantxa Rus Bianca Andreescu                                                                       | 4 6      | 2 6 |       |             |
| 4 | Paesi Bassi (bandiera) · Canada (bandiera)                                                         | Richèl Hogenkamp Françoise Abanda                                                                  |          |     |       | non giocato |
| 5 | Paesi Bassi (bandiera) · Canada (bandiera)                                                         | Bibiane Schoofs / Demi Schuurs Bianca Andreescu / Gabriela Dabrowski                               | 6 2      | 5 7 | 10 12 |             |